# Údrnice
Údrnice är en ort i Tjeckien. Den ligger i den centrala delen av landet, 70 km nordost om huvudstaden Prag. Údrnice ligger 268 meter över havet och antalet invånare är 285.
Terrängen runt Údrnice är huvudsakligen platt, men västerut är den kuperad. Terrängen runt Údrnice sluttar söderut. Runt Údrnice är det ganska glesbefolkat, med 34 invånare per kvadratkilometer. Närmaste större samhälle är Jičín, 9,5 km nordost om Údrnice. Trakten runt Údrnice består till största delen av jordbruksmark.